# Lanka Sama Samaja Party
 (août 2023).
Si vous disposez d'ouvrages ou d'articles de référence ou si vous connaissez des sites web de qualité traitant du thème abordé ici, merci de compléter l'article en donnant les références utiles à sa vérifiabilité et en les liant à la section « Notes et références ».

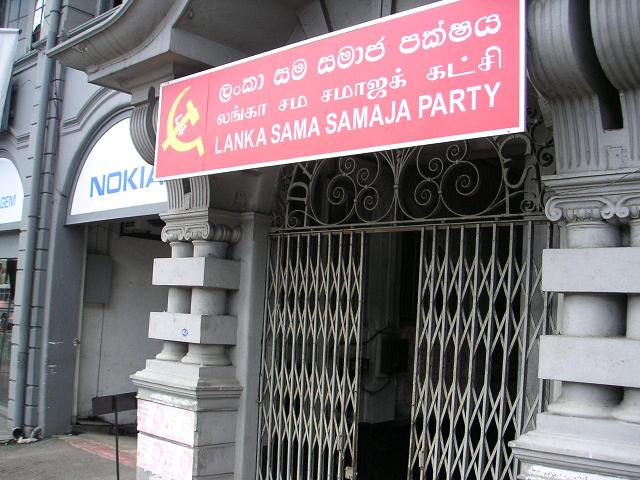
Siège à Colombo.

Le Lanka Sama Samaja Party (LSSP, tamoul : லங்கா சமசமாஜக் கட்சி , singhalais : ලංකා සම සමාජ පක්ෂය, anglais : Lanka Equal Society Party) est un parti trotskiste du Sri Lanka fondé en 1935. 
Ce parti est un force politique majeure dans l'indépendance du Ceylan britannique en dominion. 
Après avoir rejoint une alliance gouvernementale en 1964, le parti est exclu de la Quatrième internationale. Il a atteint son apogée en 1970, et ne fait que de perdre de l'influence depuis.

## Topologie
Le Lanka Sama Samaja Party fut le premier parti politique moderne au Sri Lanka, le premier parti à avoir un nom indigène, cingalais, plutôt qu'un nom anglais et le premier parti marxiste au Sri Lanka. Le terme samasamajaya a été inventé par Dally Jayawardena dans le «Swadesa Mitraya» pour traduire le terme socialiste. Cependant, l'usage de sama samajaya a été remplacé par samajavadaya pour qu'il corresponde à un usage similaire dans diverses langues indiennes. Le terme tamoul samadharmam a été utilisé pour traduire "socialiste", mais de nos jours le terme anglais est utilisé.

## Histoire

### Fondation
Le LSSP a été fondé le 18 décembre 1935 par un groupe de jeunes avec pour objectif l'Indépendance et la mise en place du Socialisme. A ses débuts, le groupe ne comptait qu'une dizaine de membre, composée principalement d'étudiants revenus de l'étranger, profondément influencés par les idées de Karl Marx et de Lénine. Le groupe original était composé de N.M. Perera, Colvin R. de Silva, Leslie Goonewardene, Philip Gunawardena et Robert Gunawardena,.

### Coalition gouvernementale
Le 9 juin 1964, des membres du LSSP entrent dans le gouvernement de coalition de la Première ministre Sirimavo Bandaranaike, alors à la tête du Parti de la liberté du Sri Lanka.
Le Comité international de la Quatrième Internationale (CIQI) reconnait immédiatement l'entrée de sa section ceylanaise dans ce gouvernement, qualifié de bourgeois, comme une trahison. Dans une déclaration du 5 juillet 1964, le comité écrit que « l’entrée des membres du LSSP dans la coalition Bandaranaike marque la fin de toute une époque de l’évolution de la Quatrième Internationale » — conséquence du « rôle contre-révolutionnaire du pablisme ». Le LSSP est finalement exclu de la Quatrième Internationale.

## Résultats électoraux

### Élections législatives
| Année        | Voix      | %     | Rang | Sièges    | Alliance                                     |
| ------------ | --------- | ----- | ---- | --------- | -------------------------------------------- |
| 1947         | 204 020   | 10,81 | 2e   | 10 / 95   |                                              |
| 1952         | 305 133   | 13,11 | 3e   | 9 / 95    |                                              |
| 1956         | 274 204   | 10,36 | 2e   | 14 / 95   |                                              |
| Mars 1960    | 325 286   | 10,70 | 4e   | 10 / 151  |                                              |
| Juillet 1960 | 224 995   | 7,31  | 4e   | 12 / 151  |                                              |
| 1965         | 302 095   | 7,47  | 4e   | 10 / 151  |                                              |
| 1970         | 433 224   | 8,68  | 2e   | 19 / 151  |                                              |
| 1977         | 225 317   | 3,61  | 5e   | 0 / 168   |                                              |
| 1989         | 160 271   | 2,86  | 6e   | 3 / 225   | United Socialist Alliance                    |
| 1994         | 3 887 823 | 48,94 | 1re  | 105 / 225 | People's Alliance                            |
| 2000         | 3 900 901 | 45,11 | 1re  | 107 / 225 | People's Alliance                            |
| 2001         | 3 330 815 | 37,19 | 2e   | 77 / 225  | People's Alliance                            |
| 2004         | 4 223 970 | 45,60 | 1er  | 105 / 225 | Socialist Alliance dans la People's Alliance |
| 2010         | 4 846 388 | 60,33 | 1er  | 144 / 225 | Socialist Alliance dans la People's Alliance |
| 2015         | 4 732 664 | 42,38 | 2e   | 95 / 225  | Socialist Alliance dans la People's Alliance |